# Émeutes de 2022 en Suède
En avril 2022, des émeutes ont éclaté dans plusieurs villes suédoises, en réponse à des rassemblements d'extrême droite où le leader de la Ligne dure, Rasmus Paludan, a brûlé le Coran pendant le mois sacré musulman du ramadan et le week-end de Pâques.

## Contexte
Rasmus Paludan est un homme politique danois et suédois, chef du parti Hard Line, dont les opinions ont souvent été décrites comme étant d'extrême droite sur l'échiquier politique. Paludan a fait à plusieurs reprises des déclarations anti-islam, appelant notamment à l'exclusion de l'islam de la société occidentale, et a régulièrement tenté d'organiser des manifestations anti-islam impliquant la profanation du Coran, un livre saint musulman, afin de provoquer la violence,,.
La Suède compte une importante communauté musulmane, dont de nombreux membres se sont sentis indignés par les brûlages[style à revoir] de Coran et les rassemblements associés.

## Chronologie
Pour ses projets pour 2022, Paludan a cherché à organiser une manifestation avec autodafé du Coran dans une zone à forte population musulmane en Suède, ce que la police suédoise lui a permis de faire. Il était gardé par la police. Il l'a brûlé en ne tenant pas compte des protestations. Les manifestants ont demandé à la police de ne pas l'autoriser à le faire. Après que la police a ignoré les demandes, une échauffourée a éclaté, et la foule a fermé la route, lançant des pierreur la police. Ils reprochent à la police d'avoir accordé une telle permission.
Le 14 avril, des foules en émeute dans la ville de Linköping ont attaqué des véhicules de police et brûlé une voiture. À Örebro, 12 policiers ont été blessés et quatre de leurs voitures ont été incendiées par des manifestants en colère. Des messages sur les réseaux sociaux montrent des hommes brisant les vitres des voitures de police en criant Allahu akbar (le Takbir). Paludan a réussi à brûler un Coran le lendemain à Rinkeby, provoquant de nouvelles émeutes.
Une tentative de Paludan d'organiser un rassemblement à Malmö le 16 avril a été interrompue après que des personnes lui ont jeté des pierres. Paludan a été touché par une pierre et les assaillants ont été chassés à l'aide de spray au poivre. Des émeutiers ont également incendié un bus dans la ville pendant la nuit,
Plus d'une centaine de manifestants se sont rassemblés à Landskrona, en Scanie, le 17 avril, où une cérémonie visant à brûler le livre saint musulman devait avoir lieu, mais n'a jamais eu lieu. Les manifestants ont jeté des pierres et mis le feu à des véhicules, causant d'importants dégâts matériels et entravant intentionnellement la circulation. La police a répondu en tirant sur eux par ricochet, faisant trois blessés.

## Suites des événements
L'Iran, l'Irak, l'Indonésie, le Pakistan,, et l'Arabie saoudite ont tous condamné la décision de la Suède d'autoriser Paludan à organiser la manifestation,.
La Première ministre Magdalena Andersson a insisté sur le fait que « les gens sont autorisés à exprimer leurs opinions, qu'elles soient de bon ou de mauvais goût, cela fait partie de notre démocratie. Peu importe ce que vous pensez, vous ne devez jamais recourir à la violence. Nous ne l'accepterons jamais ». Andersson a également reproché à Paludan de susciter des tensions.
Plus de 200 personnes ont été impliquées dans les violences et plus de 40 personnes ont été arrêtées. Au moins 26 policiers et 14 membres du public ont été blessés et plus de 20 véhicules ont été endommagés ou détruits. Au moins un civil non impliqué a également été blessé.
Paludan a écrit sur la page Facebook du parti qu'il voulait annuler les manifestations prévues le dimanche[Lequel ?] parce que les autorités suédoises de la région « ont montré qu'elles sont absolument incapables de se protéger et de me protéger ».
Le 4 avril 2023, cinq personnes ont été arrêtées pour suspicion d'attentat islamiste lié à cette affaire. Susanna Trehörning, cheffe adjointe de l’unité antiterroriste du Service de sécurité suédois, estime qu'ils sont affiliés à l'État Islamique.